# Zoraena bilineata
Zoraena bilineata – gatunek ważki z rodziny szklarnikowatych (Cordulegastridae). Występuje na terenie Ameryki Północnej – wyłącznie we wschodniej połowie USA.